# Cossato
Cossato é uma comuna italiana da região do Piemonte, província de Biella, com cerca de 15.309 habitantes. Estende-se por uma área de 27 km², tendo uma densidade populacional de 567 hab/km². Faz fronteira com Benna, Candelo, Cerreto Castello, Crosa, Lessona, Massazza, Mottalciata, Quaregna, Strona, Valle San Nicolao, Vigliano Biellese.

## Demografia
| Variação demográfica do município entre 1861 e 2011                               |
|                                                                                   |
| Fonte: Istituto Nazionale di Statistica (ISTAT) - Elaboração gráfica da Wikipedia |